# (3108) Lyubov
(3108) Lyubov es un asteroide perteneciente al cinturón de asteroides, descubierto el 18 de agosto de 1972 por la astrónoma ucraniana Liudmila Zhuravliova desde el Observatorio Astrofísico de Crimea (República de Crimea).

## Designación y nombre
Designado provisionalmente como 1972 QM. Fue nombrado Lyubov en honor  a la actriz y cantante rusa Liubov Orlova.